# Vavilovia
Vavilovia é um género botânico pertencente à família Fabaceae.